# Marche-les-Dames
Marche-les-Dames is een deelgemeente van de Belgische stad Namen. De plaats, die tot 1977 een zelfstandige gemeente was, ligt benedenstrooms van de Sambermonding aan de linkeroever van de Maas, en men vindt er de mooiste klimrotsen uit de omgeving. Door deze unieke omgeving waar zowel water, bos als rots zich in één decor verenigd hebben, hebben de Belgische Paracommando's hier hun Trainingscentrum voor Commando's gevestigd. Niet ver van dit kampement is een groeve voor kalksteenwinning.
Marche-les-dames heeft een Station_Marche-les-Dames op de spoorlijn 125 Namen-Hoei-Luik.
Marche-les-Dames kreeg vooral bekendheid door de tragische dood van de Belgische koning Albert I, die hier graag kwam klimmen, en op 17 februari 1934 bij een ongeval van de rotsen stortte, en ter plaatse overleed. De naam Marche-les-Dames verwijst naar een voormalige cisterciënzerinnenabdij, de abdij Notre-Dame du Vivier, die op deze plaats gesticht werd in het begin van de 12e eeuw door de echtgenotes van Naamse kruisvaarders die samen met Godfried van Bouillon waren vertrokken. Naar verluidt bleven de dames wier man niet terugkeerde, definitief in het klooster.

## Demografische ontwikkeling
- Bronnen:NIS, Opm:1831 tot en met 1970=volkstellingenr, 1976= inwoneraantal op 31 december

## Galerij

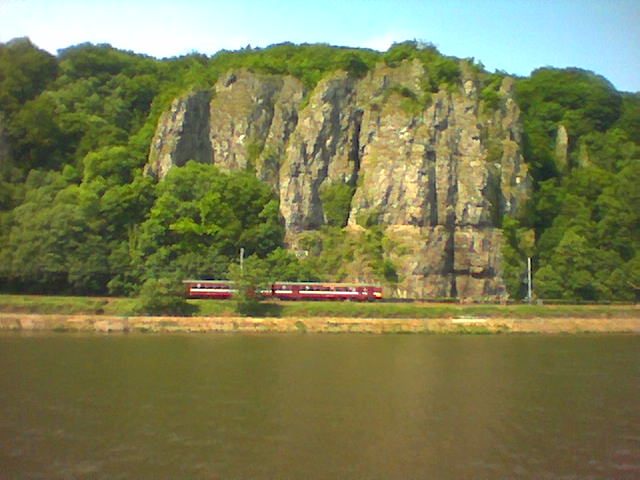
De rots waar koning Albert verongelukte
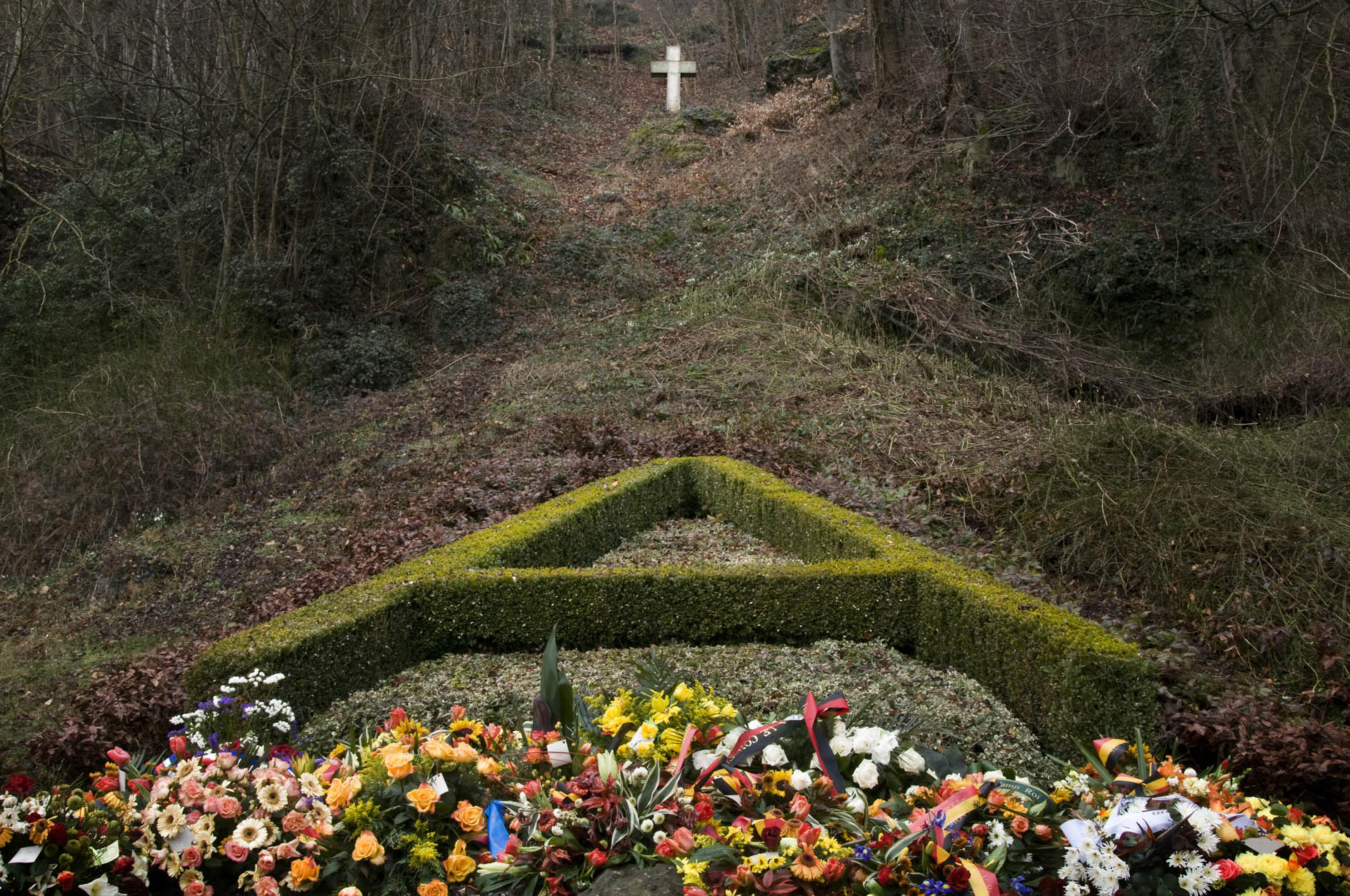
Monument aan de voet van de rotsen waar op 17 februari 1934 Albert I van België verongelukte
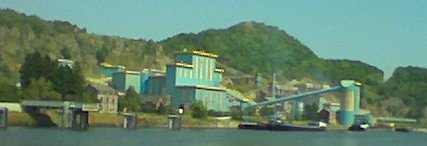
De groeve voor kalksteenwinning